# C-число
С-число — термин квантовой механики, который обозначает вещественные и комплексные классические числа, в отличие от Q-чисел, или квантовых чисел, которые обозначают операторы. Введён в науку Полем Дираком.
Хотя c-числа коммутируют, термин "антикоммутирующее c-число" также используется для обозначения типа антикоммутирующих чисел, которые математически описываются числами Грассмана. Этот термин также используется исключительно для обозначения "коммутирующих чисел" по крайней мере в одном крупном учебнике.

В первые дни квантовой механики, когда идея о том, что наблюдаемые объекты представлены некоммутативными операторами, была ещё новой и странной, некоторые люди говорили о квантовых наблюдаемых как о "величинах, значения которых являются g-числами" — понятие "g-числа" должно было предполагать некоммутативность — в противоположность "величинам, значения которых являются c-числами", т. е. обычным комплекснозначным величинам, алгебра которых коммутативна. В литературе по физике до сих пор встречаются термины q-число (редко) и c-число (чаще); в частности, чтобы сказать, что оператор с-числа означает, что он является скалярным кратным тождества. (Например, "коммутатор A и B-это просто c-число.")